# Rückdeckungsversicherung
Die Rückdeckungsversicherung ist eine Lebensversicherung, die ein Unternehmen zur Finanzierung einer dem Arbeitnehmer erteilten Pensionszusage („unmittelbare Versorgungszusage“) bei einem Lebensversicherungsunternehmen abschließt. Sie dient vornehmlich der Auslagerung der Risiken der mit der Pensionsverpflichtung eingegangenen Risiken. Finanzierung und Leistungen aus Rückdeckungsversicherungen gehören zum System der betrieblichen Altersversorgung.

## Wesen der Rückdeckungsversicherung
Der Arbeitgeber finanziert die zugrunde liegende Pensionszusage für seine Mitarbeiter (Beispiel: Leitender Angestellter A soll im Alter 750 EUR monatliche Rente erhalten) grundsätzlich durch firmeneigenes Geld. Schließt er eine Rückdeckungsversicherung ab, lagert er die Finanzierung durch Entrichtung von Beiträgen an ein Lebensversicherungsunternehmen aus dem Betrieb aus, wobei er zur Erfüllung der arbeitsrechtlichen Zusage verpflichtet bleibt. Er muss deshalb mindestens den Erhalt der eingezahlten Beiträge sicherstellen. Im Versorgungsfall ist er verpflichtet, seinem Arbeitnehmer oder den Hinterbliebenen einen vertraglich geregelten Betrag aus der fällig gewordenen Rückdeckungsversicherung zu bezahlen.
Technisch wird das Unternehmen (Arbeitgeber) sowohl Versicherungsnehmer und Beitragszahler sowie Bezugsberechtigter des Rückdeckungsversicherungsvertrages. Versicherte Person wird der Arbeitnehmer. Die Rückdeckungsversicherung selbst ist kein Leistungsversprechen und damit keine Gestaltungsform der betrieblichen Altersversorgung; sie dient lediglich zu deren Finanzierung. Das Leistungsversprechen folgt vielmehr aus der erteilten Zusage an den Arbeitnehmer, weshalb dieser auch keine originären Ansprüche aus der Versicherung herleiten kann. Die zugrundeliegende Pensionszusage ist zwingend getrennt von der Rückdeckungsversicherung zu sehen.
Auch andere Leistungsversprechen des Arbeitgebers werden über derartige Verträge abgesichert: So beispielsweise Zeitwertguthaben auf Arbeitszeitkonten oder Altersteilzeitguthaben.

## Bilanzielle Auswirkungen
Die unmittelbare Zusage von Leistungen der betrieblichen Altersversorgung stellt in der Bilanz des Arbeitgebers eine Passivposition dar (Pensionsrückstellung); die Rückdeckungsversicherung wird in der Bilanz hingegen mit einem Aktivwert (entspricht dem Deckungskapital zuzüglich Überschussbeteiligung) angesetzt, da insoweit das Saldierungsverbot des § 246 Abs. 2 HGB greift. Nach der neuen Fassung des § 246 Abs. 2 HGB gilt im Sinne der Saldierungsmöglichkeiten das BilMoG, sofern die Versicherung als Planvermögen identifiziert wird. Nach Internationalen Rechnungslegungsvorschriften (IFRS) ist eine Saldierung unter bestimmten Voraussetzungen möglich. In diesem Fall wird die Rückdeckungsversicherung als „qualifying insurance policy“ bezeichnet und wie plan assets behandelt.

## Zusagearten
Rückdeckungsversicherungen können über echte „Leistungszusagen“ oder „beitragsorientierte Leistungszusagen“ erteilt werden. „Beitragszusagen mit Mindestleistung“, die von der Anpassungsprüfungspflicht nach § 16 BetrAVG befreien könnten, sind nicht vorgesehen. Vorteilhaft sind kongruent ausgestaltete Rückdeckungsversicherungen, Absicherungen mithin, die die Zusage wirtschaftlich decken und zur handelsbilanziellen Neutralität verhelfen. Die Bemessung der Rückdeckung erfolgt über den Barwert, der sich aus den Richttafeln Klaus Heubecks ergibt.

## Vorteile von Rückdeckungsversicherungen
Die Rückdeckungsversicherung hat den steuerlich betrachteten Vorteil des Nachweises der „Ernsthaftigkeit“ eines Leistungsversprechens zugunsten des Arbeitnehmers gegenüber dem Betriebsstättenfinanzamt und dient parallel hierzu der „Bilanzoptik“ (Basel II) mit dem Ziel der risikogerechten Eigenkapitalunterlegung von Krediten. Die Ertragskraft des Unternehmens, die Kapitalstruktur, der Grad der Fremdfinanzierung, die Beurteilung der Qualität der Branche und der Einkünfte sowie deren Management lassen sich zielführend analysieren. Ein weiterer Vorteil wird darin erkannt, dass Bilanzsprungrisiken, als betriebsfremde Risiken, abgesichert werden können. Bei Gesellschafter-Geschäftsführern kann durch Verpfändung der Rückdeckungsversicherung zudem nachhaltiger Insolvenzschutz betrieben werden.